# Halifax (Pennsilvània)
Halifax és una població dels Estats Units a l'estat de Pennsilvània. Segons el cens del 2000 tenia 875 habitants.

## Demografia
Segons el cens del 2000, Halifax tenia 875 habitants, 386 habitatges, i 240 famílies. La densitat de població era de 993,6 habitants per quilòmetre quadrat.
Dels 386 habitatges en un 32,6% hi vivien nens de menys de 18 anys, en un 43,8% hi vivien parelles casades, en un 12,7% dones solteres, i en un 37,6% no eren unitats familiars. En el 33,2% dels habitatges hi vivien persones soles el 15,8% de les quals corresponia a persones de 65 anys o més que vivien soles. El nombre mitjà de persones vivint en cada habitatge era de 2,27 i el nombre mitjà de persones que vivien en cada família era de 2,85.
Per edats la població es repartia de la següent manera: un 26,1% tenia menys de 18 anys, un 7,3% entre 18 i 24, un 30,2% entre 25 i 44, un 20,8% de 45 a 60 i un 15,7% 65 anys o més.
L'edat mediana era de 36 anys. Per cada 100 dones de 18 o més anys hi havia 85,4 homes.
La renda mediana per habitatge era de 31.597 $ i la renda mediana per família de 37.222 $. Els homes tenien una renda mediana de 33.438 $ mentre que les dones 24.643 $. La renda per capita de la població era de 16.443 $. Entorn del 7,7% de les famílies estaven per davall del llindar de pobresa.

## Poblacions més properes
El següent diagrama mostra les poblacions més properes.